# Ariana Ramhage

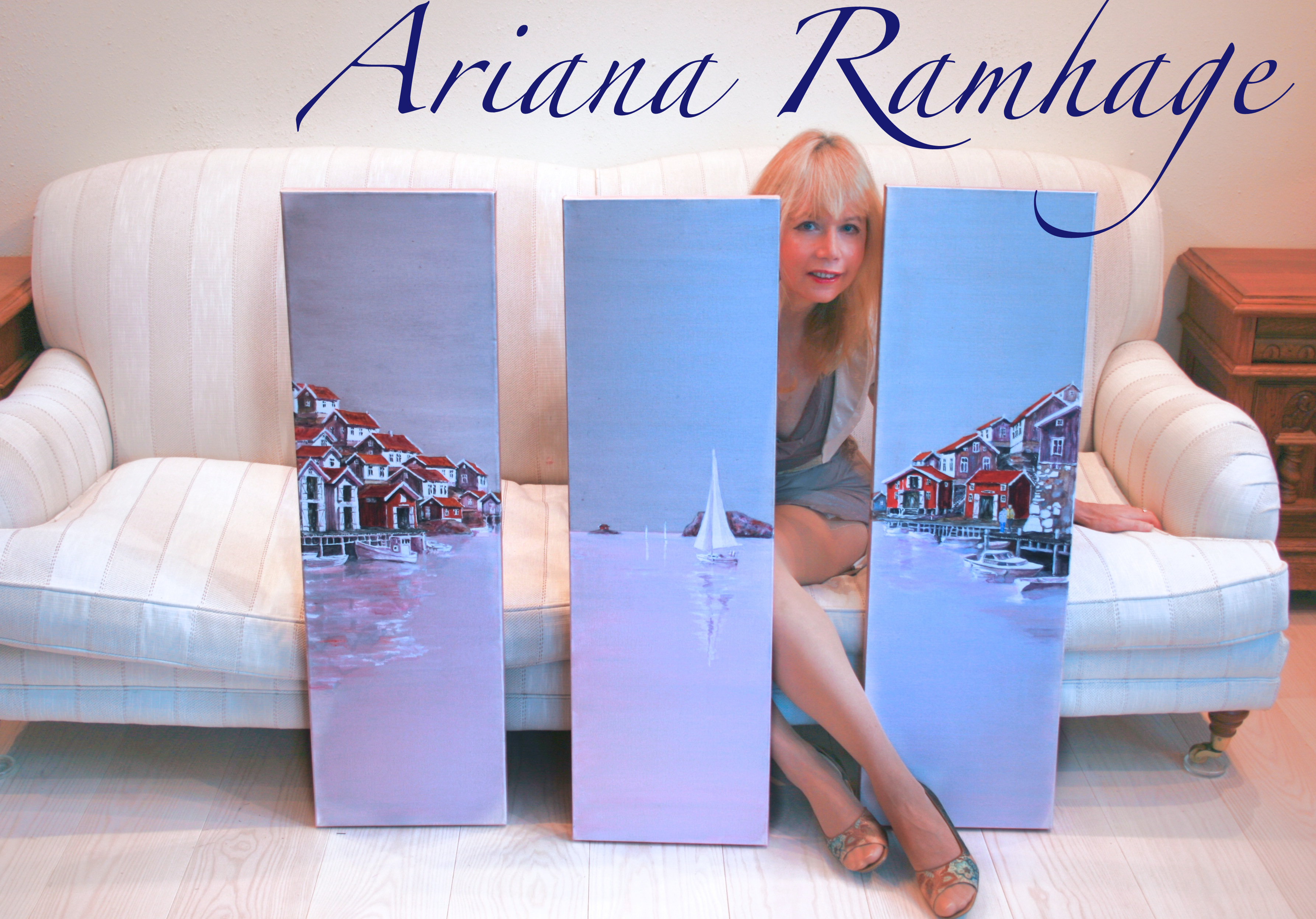
Ariana Ramhage med sin tavla Gullholmen

Ariana Dorota Ramhage, född Michalska 1959, är en polsk-svensk målare och arkitekt, bosatt i Sverige sedan 1981. Efternamnet uttalas med kort a i Ram-.
Ariana Ramhage är utbildad arkitekt vid Chalmers tekniska högskola. Hennes måleri hämtar framför allt motiv från Bohusläns kustsamhällen, till exempel Smögen, Marstrand, Fjällbacka, Fiskebäckskil, Käringön och Grundsund. Hon är representerad i kommuner, landsting, företag och privathem i Sverige och utomlands. Utställningar i Sverige och utomlands bland annat Swedish American Museum i Chicago, USA 2014; Nationalmuseet i Warszawa, Polen 2004; London med flera.